# Condat-sur-Vézère
Condat-sur-Vézère è un comune francese di 881 abitanti situato nel dipartimento della Dordogna nella regione della Nuova Aquitania.
Caratteristico è il Château de La Fleunie, del XV secolo, ora ristrutturato e riadattato ad albergo di "charme".

## Società

### Evoluzione demografica
Abitanti censiti